# Masakra w Chan al-Asal
Masakra w Chan al-Asal – została popełniona przez rebeliantów 22 lipca 2013 po zajęciu miasta Chan al-Asal w muhafazie Aleppo. Dotąd podczas wojny domowej w Syrii miasto było bastionem sił rządowych. Jednak po jego upadku w masakrze zginęło co najmniej 51 żołnierzy rządowych.

## Tło
Wojna domowa w Syrii wybuchła 15 marca 2011. W czasie wojny domowej armia dokonywała licznych masakr w syryjskich miastach, atakując nieuzbrojonych cywilów z broni pancernej. Warta odnotowania jest pacyfikacja Dżisr asz-Szughur z czerwca 2011, czy masakra Hamy z końca lipca 2011. Punktem zwrotnym w wojnie domowej była masakra w Huli z 25 maja 2012. Masakry cywili dokonano w czasie obowiązywania rozejmu. Milicja szabiha zabiła 108 cywilów. Hula leży w pobliżu miejscowości Akrab na północ od Hims. Największa masakra cywilów podczas wojny domowej miała miejsce podczas pacyfikacji Darajji. 24 sierpnia 2012 w ostrzale artyleryjskim i mordach zginęło tam nawet 400 osób. 11 grudnia 2012 doszło do masakry w Akrab, kiedy to zginęło 150 cywilów. Do czystek na cywilach doszło m.in. podczas bitwy pod Dżudajdat al-Fadl w kwietniu 2013, a także na początku maja 2013 w Al-Bajdzie i Banijas.
Masakra w Chan al–Asal to nie pierwsza masakra w wykonaniu rebeliantów. 27 maja 2013 rebelianci i islamiści dokonali masakry w wiosce Ad-Duwajr przy granicy z Libanem, mordując niemal wszystkich zamieszkałych tam chrześcijan. Był to efekt frustracji sunnickich rebeliantów, po klęskach w Al-Kusajr. Z kolei 10 czerwca 2013 uzbrojeni szyiccy wieśniacy zaatakowali posterunek rebeliantów położony niedaleko wioski Hatla w muhafazie Dajr az-Zaur zabijając dwóch z nich. Dzień później radykalni sunniccy rebelianci dokonali odwetu na mieszkańcach wioski, mordując 60 szyitów.
Chan al-Asal leży nieopodal Aleppo, gdzie już ponad rok trwała bitwa między powstańcami i siłami rządowymi. W samym Chan al-Asal kontrolowanym przez siły rządowe doszło 19 marca 2013 do ataku z użyciem broni chemicznej, który spowodował dyskusję na arenie międzynarodowej o interwencji zbrojnej w Syrii. Nie wiadomo do końca kto stał za atakiem, gdyż obie strony konfliktu zrzucały na siebie odpowiedzialność.

## Masakra
Masakry dokonano 22 lipca 2013 po tym jak rebelianci, używający czołgów T-55, wjechali do miasta i pokonali tamtejszy garnizon sił rządowych. Następnie uprowadzili kilkudziesięciu nieuzbrojonych żołnierzy i przeprowadzili na nich egzekucję. Według źródeł opozycyjnych za masakrą stali islamiści z ugrupowania Islamskie Państwo w Iraku i Lewancie, którzy rywalizowali z umiarkowanymi syryjskimi rebeliantami i zabili w Chan al-Asal 51 żołnierzy. Z kolei strona rządowa twierdziła, że w masakrze zginęło 123 nieuzbrojonych żołnierzy i cywilów a za mordem stała rebeliancka Brygada Ansar al-Chalifa.
Zdjęcia z miejsca masakry ukazały ciała nieuzbrojonych ludzi, w tym także dzieci.